# Alcool tertiaire
En chimie, un alcool est dit tertiaire lorsque le groupe hydroxyle -OH est porté par un atome de carbone tertiaire, c'est-à-dire lié à trois atomes de carbone.
Tout alcool tertiaire est de la forme : 